# Dimitrovgrad (obchtina)
Pour les articles homonymes, voir Dimitrovgrad.
Dimitrovgrad (bulgare : Димитровград) est une obchtina de l'oblast de Khaskovo en Bulgarie.